# Twickenham Stoop
Twickenham Stoop es un estadio deportivo ubicado en el Suroeste de Londres, Inglaterra. El estadio es la casa del equipo de rugby Harlequins, que juega en la Premiership Inglesa. El estadio tiene una capacidad para 14 816 espectadores y está al lado del Estadio de Twickenham.

## Rugby femenino
El estadio fue sede de la Copa Mundial de Rugby Femenina de 2010.
En 2015 comenzó a albergar a la Serie Mundial Femenina de Rugby 7.
El Twickenham Stoop se ha convertido en un estadio habitual en donde se juegan los partidos de rugby femenino, llevando a cabo juegos del Seis Naciones Femenino y Juegos de la Serie Internacional de Otoño.
El 17 de enero de 2016, el estadio fue sede de la final de la Premiership Femenina por primera vez.